# Živá polymerizace
Živá polymerizace je druh řetězcové polymerizace, při které je znemožněna terminace polymerního řetězce, čehož lze dosáhnout několika způsoby. Terminace a přenos řetězce se nevyskytují a iniciace je výrazně rychlejší než propagace. Ve výsledku je tak rychlost narůstání řetězce větší než u běžných řetězcových polymerizací a délky řetězců jsou velmi podobné (takže mají nízký index polydisperzity). Živé polymerizace jsou převažujícím způsobem výroby blokových kopolymerů, protože umožňují rozdělit syntézu do několika kroků. kde se v každém použije jiný monomer. Dalšími výhodami jsou možnost řídit molekulové hmotnosti produktů a složení jejich koncových skupin.
Možnost přesného řízení syntézy makromolekul je žádoucí při ovlivňování vlastností polymerů na základě jejich mikrostruktury, molekulové hmotnosti a disperzity,které se u jiných polymerací řídí obtížněji
Živé polymerizace se často zaměňují s řízenými, od kterých se ale liší definicí. Živé polymerizace se vyznačují znemožněním terminace a/nebo přenosu řetězce, u řízených je terminace omezena, ale není znemožněna.
Hlavními druhy živé polymerizace jsou:
- Živá aniontová polymerizace
- Živá kationtová polymerizace
- Živá polymerizace metatezí s otevíráním kruhu
- Živá radikálová polymerizace
- Živá řetězcová polymerizace

## Historie
První živou polymerizaci předvedl Michael Szwarc v roce 1956 jako aniontovou polymerizaci styrenu systémem alkalického kovu a naftalenu v tetrahydrofuranu. Zjistil, že dochází k přenosu elektronů z radikálového aniontu odvozeného od naftalenu na styren. Radikálový anion styrenu se přemění na dianion, jež se ihned naváže na styren za tvorby „dvoukoncového živého polymeru“. Szwarc použil jako rozpouštědlo aprotický tetrahydrofuran, který nereaguje s organokovovými meziprodukty. Po přidání monomeru došlo k nárůstu viskozity (v důsledku zrychlení nárůstu polymerního řetězce), který se po snížení koncentrace monomeru se zastavil. Nárůst polymerního řetězce si vyložil tak, že nedochází k terminaci řetězce. Tento objev se stal významným pokrokem v chemii polymerů, protože do té doby obvykle nebylo možné terminaci řídit. Objev živé poly merizace výrazně rozšířil možnosti polymerizačních reakcí.
Živé polymerizace se využívají ve výrobě řady různých plastů, například polyftalaldehydů, které lze vytvořit jak kationtovými (za vzniku cyklických polymerů), tak i aniontovými polymerizacemi (kterými se tvoří lineární polymery). Díky možnosti řídit průběh reakce lze získat produkty s danými strukturami a elektronovými vlastnostmi, což lze u neživých polymerizací jen zřídka.

## Rychlá iniciace a nízká polydisperzita

Iniciace je pomalejší než propagace, což vede k tvorbě aktivních části v průběhu polymerizace.

Iniciace probíhá rychleji než propagace, aktivní částice se tvoří současně a řetězec narůstá stejnou rychlostí.

Důležitou vlastností živých polymerizací je to, že po zamezení průběhu terminačních a přenosových reakcí probíhají pouze iniciace a propagace.
Rychlost iniciace (tvorby aktivních částic) je mnohem vyšší než rychlost propagace a všechny řetězce se prodlužují stejně rychle.
Rychlý průběh iniciace a nepřítomnost terminace způsobují nízké hodnoty indexu polydisperzity, takže rozdělení molárních hmotností je úzké. Dlouhá životnost propagujících se řetězců umožňuje tvorbu blokových kopolymerů a funkcionalizaci koncových skupin. V ideální živé polymerizaci, kde je účinnost tvorby aktivních částic 100 % a každý iniciátor vytvoří jednu takovou částici, lze závislost kinetické délky řetězce (průměrný počet monomerů, se kterými každá aktivní částice zreaguje) na čase odhadnout podle koncentrace zbývajícího monomeru. Číselná střední molekulová hmotnost na procentu přeměněného monomeru závisí lineárně:
{\displaystyle \ v={\frac {[M]_{0}-[M]}{[I]_{0}}}}

## Druhy

### Živá aniontová polymerizace
V roce 1936 navrhl Karl Ziegler, že aniontové polymerizace styrenu a butadienu za použití alkyllithných iniciátorů probíhají bez přenosu řetězce nebo terminace. O 20 let později byla provedena aniontová polymerizace styrenu v  tetrahydrofuranu iniciovaná naftalenidem sodným.
Naftalenidový anion iniciuje polymerizaci přeměnou styrenu na radikálový anion, který se dimerizuje na dilithiodifenylbutan, jenž působí jako vlastní iniciátor. Tento experiment bylo možné provést díky omezení obsahu nečistot, se kterými by reagovaly organokovové meziprodukty.

#### Živé polymerizace α-alkenů
Alfa-alkeny mohou být polymerizovány aniontovými koordinačními polymerizacemi, kdy je kovové centrum katalyzátoru protiiontem k aniontovému konci alkylového řetězce. V 50. letech 20. století byly vyvinuty Zieglerovy–Nattovy iniciátory, použitelné jako heterogenní iniciátory polymerizací alfa-alkenů. Tyto iniciátory umožnily nejen dosáhnout vysokých molekulových hmotností produktů, například u poly(1-alken)ů (jako jsou polyethylen a polypropylen), ale (díky chirální struktuře) i provádět stereoselektivní polymerizace; za tento významný objev Karl Ziegler a Giulio Natta v roce 1963 získali Nobelovu cenu za chemii. Přestože mají aktivní částice vytvořené pomocí Zieglerových-Nattových iniciátorů dlouhé životnosti (několik hodin i delší), tak jsou životnosti propagujících se řetězců zkrácené přenosy řetězců (beta-hydridovou eliminací a přesunem na koiniciátor) an reakce se tak nepovažují za živé.
Metalocenové iniciátory, považované za druh Zieglerových-Nattových iniciátorů (protože využívají dvousložkové systémy obsahující přechodný kov a koiniciátor tvořený prvkem skupiny I-III, například methylaluminoxanem), vytváří homogenní katalyzátory. Protože mají tyto katalyzátory jediné aktivní místo, tak bylo možné zkoumat, jak struktura ligandů nezapojených přímo do přeměn a struktura a symetrie okolo chirálního kovového centra ovlivňují mikrostrukturu polymeru. Kvůli reakcím rozštěpujícím řetězce (převážně beta-hydridovým eliminacím) je znám jen malý počet polymerizací využívajících metaloceny.
Úpravou sterických a elektronových vlastností ligandů a jejich substituentů je možné vytvořit chelátové iniciátory, použitelné na stereospecifické živé polymerizace alfa-alkenů. Ligandy chelátových iniciátorů lze upravit tak, aby omezovaly nebo znemožňovaly terminaci. Podle druhu ligandu se chelátové iniciátory dělí na ansa-cyklopentadienyl-amidové, alfa-diiminové a fenoxy-iminové.

#### Ansa-cyklopentadienyl-amidové (CpA) iniciátory

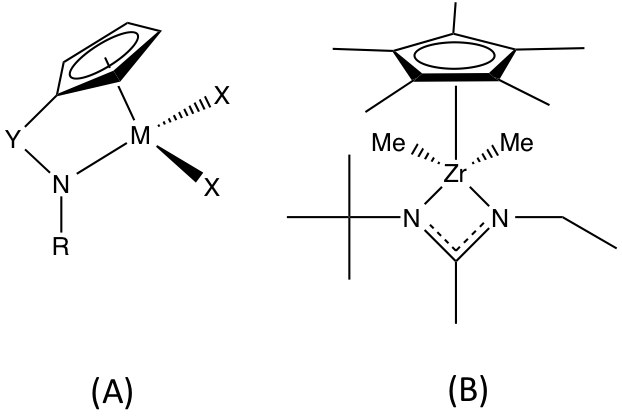
a.) Obecná struktura CpA iniciátorů s jedním Cp kruhem a navázaným dusíkem b.) CpA iniciátor používaný při polymerizaci hex-1-enu (5)

CpA iniciátory mají na kov (obvykle Zr nebo Ti) navázán jeden cyklopentadienylový a jeden nebo více dusíkatých substituentů. Acetamidinát dimethyl(pentamethylcyklopentyl)zirkonia je možné použít na stereospecifickou živou polymerizaci hex-1-enu při teplotě −10 °C. Vzniklý poly(hex-1-en) je izotaktický (vzájemná stereochemie mezi sousedními monomery je stejná). Že jde o živou polymerizaci, bylo potvrzeno po přidání 2 ekvivalentů monomeru, kdy byl druhý přidán po zpolymerizování prvního. Mn produktu byla v souladu s předpovězenou hodnotou, přičemž se objevoval nízký Đ, což naznačovalo, že řetězce byly i po přidání druhé dávky monomeru stále aktivní.

#### Alfa-diiminchelátové iniciátory
Alfa-diiminchelátové iniciátory obsahují diiminové chelatující ligandy, obvykle navázané na pozdní přechodné kovy (hlavně Ni či Pd).
Tým, který vedl M. Brookhart, podrobně prozkoumal tuto skupinu katalyzátorů a provedl s jejich využitím několik živých polymerizací α-alkenů

### Živé kationtové polymerizace
Při živých kationtových polymerizacích se jako monomery používají alkeny bohaté na elektrony, jako jsou vinylethery, isobuten, styren, nebo N-vinylkarbazol. Jako iniciátory slouží systémy složené z elektrofilů a Lewisových kyselin. Tvorba karbokationtu stálého po delší dobu bývá obtížná, protože může reagovat s β-protony navázanými na další monomer v řetězci, případně s volným monomerem; je tak třeba použít jiný postup.
Ve výše uvedeném příkladu se karbokation vytváří navázáním Lewisovy kyseliny, sloužící jako koiniciátor, na halogen X, čímž vznikne karbokation. Rovnováha je výrazně posunuta ve prospěch neaktivní formy, což snižuje pravděpodobnost štěpení nebo terminace. Lze přidat i slabý nukleofil (Nu:), který dále snižuje koncentraci aktivních částic a polymerizace je tak stále živá. Výše uvedená polymerizace však podle definice není živá, pouze řízená, protože se objevuje neaktivní forma a terminace je tak pouze omezena; reakce má ale podobná využití jako pravé živé polymerizace.

### Živá polymerizace metatezí s otevíráním kruhu
Za vhodných podmínek lze i polymerizace metatezí s otevíráním kruhu provést jako živé. První katalytické systémy pro takové reakce byly založeny na norbornenu a Tebbeovu činidlu (Robert Grubbs, 1986) a na karbenovém komplexu wolframu (Robert Grubbs a Richard R. Schrock, 1978).
Polymerizace metatezí s otevíráním kruhu spočívají v přeměnách cyklických alkenů s velkými hodnotami kruhového napětí (>20 kJ/mol), jako jsou cyklobuten, norbornen, nebo cyklopenten, na polymer, jenž také obsahuje dvojné vazby.
Aby mohla být polymerizace metatezí s otevíráním kruhu považována za živou, musí splňovat tyto podmínky:
1. Iniciace monomeru je rychlá a úplná.
2. Stupeň polymerizace musí na počátečním množství monomeru záviset lineárně.
3. Index polydisperzity musí být menší než 1,5.

Protože je u živé polymerizace znemožněná terminace, tak po spotřebování původního monomeru přidání dalšího vede k prodlužování polymerního řetězce, dokud je nějaký monomer přítomen, nebo je katalyzátor odstraněn. Takto je možné snadno a přesně vytvářet blokové nebo gradientové kopolymery a získávat tak produkty s určitými požadovanými vlastnostmi.

### „Živé“ radikálové polymerizace
Od 70. let 20. století jsou známy postupy využívající radikály, umožňující živé polymerizace. Patří sem polymerizace s katalytickým přenosem řetězce, polymerizace řízená stabilními radikály, radikálová polymerizace s přenosem atomů, vratný adičně-fragmentační přenos řetězce, a polymerizace s přenosem jodu.
Při řízených radikálových polymerizacích je oproti běžným radikálovým polymerizacím výrazně omezeno. Tyto reakce mohou vykazovat některé prvky živých polymerizací, ale jelikož dochází k terminacím, jež jsou pouze omezeny, tak nejde o plně živé polymerizace..
Štěpení řetězce lze u těchto reakcí omezit (čímž se dosáhne rychlejšího průběhu iniciace vůči propagaci) dvěma způsoby, oběma založenými na dynamické rovnováze mezi aktivními propagujícími radikály a neaktivními částicemi.
První přístup spočívá ve vratném zachycování, kdy propagující radikál projde aktivační/deaktivační reakcí s látkou X. X je stabilní radikál, nebo molekula, která jej může vytvořit, který nemůže reakci sám o sobě terminovat nebo propagovat, ale pouze ji může vratně „terminovat“ reakcí s propagujícím radikálem P*. P* může zprostředkovat propagaci (kp) nebo nevratnou terminaci (kt) s jiným P*. X bývá nejčastěji nitroxid (například TEMPO) nebo organokovová sloučenina. Neaktivní částice (Pn-X) může být aktivována za obnovení aktivní propagující částice (P*) samovolně, tepelně, katalyzátorem, nebo opticky.
Druhou možnost představuje degenerativní přenos propagujícího radikálu z přenosového činidla, sloužícího jako neaktivní částice. Tento postup má kinetiku odpovídající běžné radikálové polymerizaci, tedy pomalou iniciaci a rychlou terminaci, ale přenosové činidlo (Pm-X nebo Pn-X) je přítomno v mnohem vyšší koncentraci než iniciátor. Propagující radikál prochází tepelně neutrální záměnnou reakcí s přenosovým činidlem přenosem atomu nebo skupiny.

### Živé řetězcové polykondenzace
Řetězcové polykondenzace byly původně vyvinuty na základě předpokladu, že změny vlivů substituentů na polymer, rve vztahu k monomeru, způsobují, že koncové skupiny polymeru jsou reaktivnější - tento proces se nazývá „polykondenzace s reaktivními meziprodukty“. Výsledkem je, že monomery více reagují s aktivovanými koncovými skupinami než s ostatními monomery. Tato vlastnost je důležitá pro rozlišování mezi řetězcovými a postupnými polymerizacemi, ve kterých jsou monomer a polymerní řetězec stejně reaktivní. Omezení reakcí monomeru s monomerem a polymerizací s nízkým D lze provést u polymerů s nízkými molekulovými hmotnostmi. U řetězců s vysokými molekulovými hmotnostmi (tedy nízkým poměrem koncentrace iniciátoru a monomeru) nelze Mn u některých monomerů řídit tak snadno, protože k samokondenzačním reakcím dochází častěji, a to z důvodu nízké koncentrace aktivních částic.

#### Polymerizace s přenosem katalyzátoru
Polymerizace s přenosem katalyzátoru je řetězcová polymerizace, při které monomery nereagují přímo mezi sebou, ale pouze s koncovými skupinami polymeru, přičemž mechanismus je řízen katalyzátorem. Nejprve katalyzátor aktivuje koncovou skupinu, poté koncová skupina reaguje s druhým monomerem. Katalyzátor se přesune na prodlužující se řetězec, čímž zaktivuje koncovou skupinu.
Tímto způsobem, objeveným v roce 2004 lze vyrobit π-konjugované polymery. Propagační krok je založen na organických párovacích reakcích, jako jsou Kumadovo párování, Sonogaširova reakce a Negišiovo párování, které vytváří nové vazby uhlík-uhlík mezi bifunkčními monomery. Oba objevitelé této reakce nezávisle na sobě použili při polymerizaci k vytvoření nových vazeb uhlík-uhlík Grignardovo činidlo a organohalogenid. Níže je zobrazen mechanismus přípravy poly(3-alkylthiofen)ů s niklovým iniciátorem (Ln může být například 1,3-bis(difenylfosfino)propan), mechanismus se podobá tomu u Kumadova párování a zahrnuje oxidační adici, transmetalaci a redukční eliminaci. Velký rozdíl spočívá ve skutečnosti, že redukční eliminace při polymerizacích s přenosem katalyzátoru vytváří asociativní komplex ) a následná oxidační adiční reakce probíhá mezi kovovým centrem a souvisejícím řetězcem. Whereas in a coupling reaction the newly formed alkyl/aryl compound diffuses away and the subsequent oxidative addition occurs between an incoming Ar–Br bond and the metal center.
Asociativní komplex je nutný k tomu, aby polymerizace probíhala jako živá, jelikož umožňuje, aby kov vstoupil do vnitromolekulární oxidační adice a aby byl přítomen jediný propagující se řetězec, zatímco při mezimolekulárním průběhu by se do oxidační adice zapojovaly další monomery. Objev této varianty vedl k rozšíření možností reakce o syntézy poly(fenylen)ů, poly(fluor)ovaných sloučenin, poly(selenofen)ů a poly(pyrrol)ů.

### Živá polymerizace s přenosem skupiny
Polymerizace s přenosem skupiny také mohou probíhat živě. Takto probíhají při použití alkylmethakrylátových monomerů, kdy jako iniciátory slouží silylketenacetaly. Nový monomer se naváže na iniciátor a na narůstající řetězec Michaelovou reakcí. Při každém navázání monomeru se trimethylsilylová skupina přesune na konec řetězce. Aktivní konec řetězce je kovalentní, ne iontový. Katalyzovat lze tuto reakci hydrogendifluoridy a bioxyanionty, jako jsou tris(dialkylamino)sulfoniumhydrogendifluorid nebo tetrabutylamoniumbibenzoát. Živou polymerizaci s přenosem skupiny poprvé provedl Owen Webster v roce 1983 a název této skupiny reakcí navrhl Barry Trost.

## Použití
Živé polymerizace se používají na výrobu mnoha důležitých polymerů.

### Výroba a využití kopolymerů
Kopolymery jsou polymery obsahující monomery více druhů. Tyto monomery mohou být uspořádány různými způsoby, níže jsou popsány tři nejdůležitější.
Následující tři druhy jsou zmiňovány nejčastěji, i když existují i jiné. Blokové kopolymery se dělí do řady dalších skupin, mimo jiné na tribloky (A-B-A) a střídavé bloky (A-B-A-B-A-B).
Živými polymerizacemi se většinou vyrábí blokové a gradientové kopolymery, u kterých se využívá snadné řízení reakce. Kopolymery se vyznačují větší různorodostí vlastností než odpovídající homopolymery. Při jejich výrobě nacházejí využití metateze s otevíráním kruhu, kationtové i aniontové polymerizace.
Možnost určování vlastností dává kopolymerům řadu využití, jako je například nanolitografie s blokovými kopolymery. Blokový kopolymer polystyrenu (PS) a polymethylmethakrylátu (PMMA) může po vhodném zpracování vytvářet kužely z PMMA o velikosti několika desítek nanometrů, obklopené vrstvami PS. Z těchto kuželů po silném působení ultrafialového záření a kyseliny octové vytvářet porézní polystyrenové matrice.
Jedinečnou vlastností těchto materiálů je možnost snadno upravovat velikosti pórů (nebo kuželů z PMMA) úpravami poměru PS/PMMA, díky řiditelnosti živých polymerizací.